# Baron Bolton

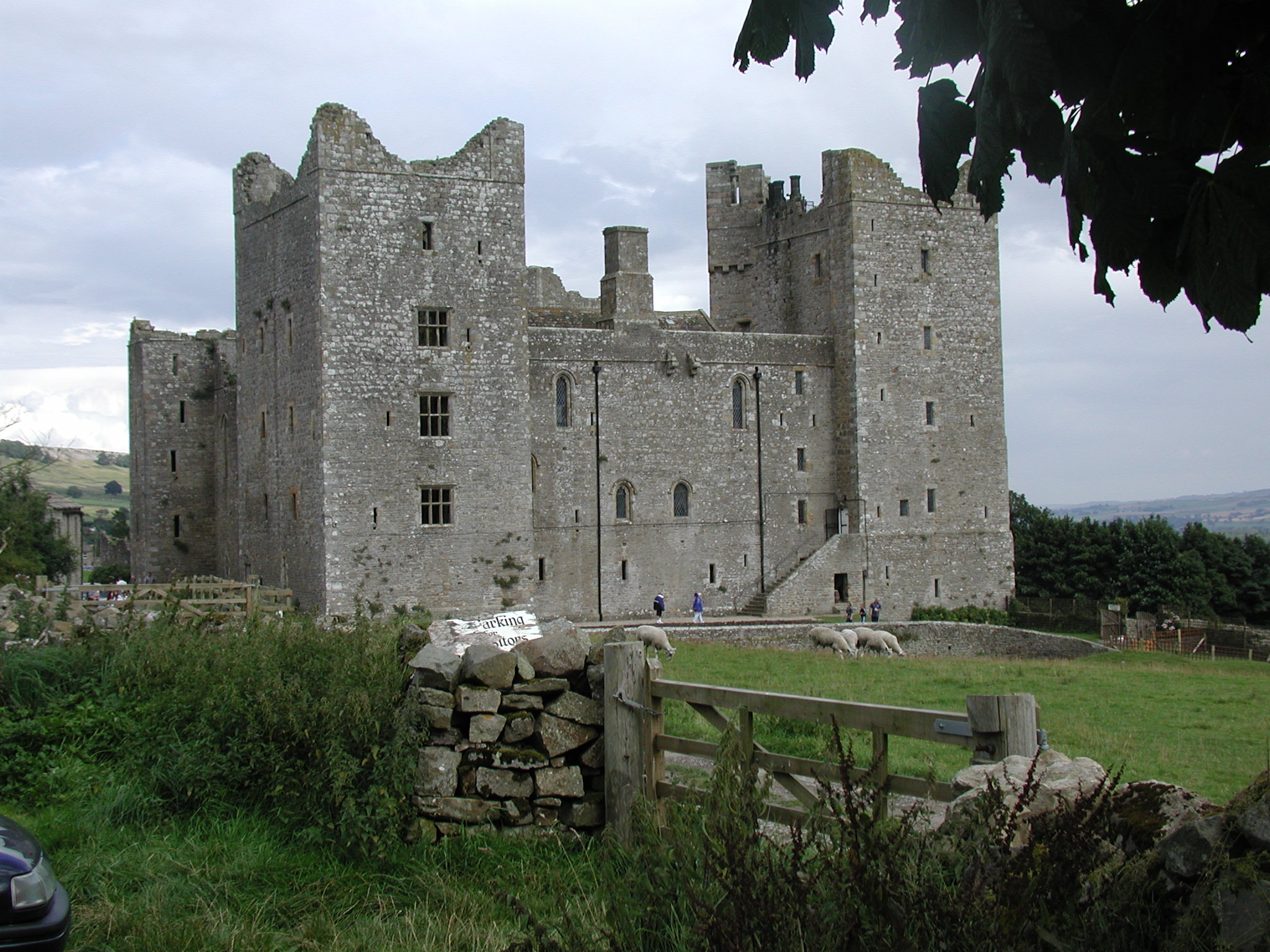
Zamek Bolton koło Leyburn, North Yorkshire

Baronowie Bolton 1. kreacji (parostwo Wielkiej Brytanii)
- 1797–1807: Thomas Orde-Powlett, 1. baron Bolton
- 1807–1850: William Orde-Powlett, 2. baron Bolton
- 1850–1895: William Henry Orde-Powlett, 3. baron Bolton
- 1895–1922: William Thomas Orde-Powlett, 4. baron Bolton
- 1922–1944: William George Algar Orde-Powlett, 5. baron Bolton
- 1944–1963: Nigel Amyas Orde-Powlett, 6. baron Bolton
- 1963–2001: Richard William Algar Orde-Powlett, 7. baron Bolton
- 2001 -: Harry Algar Nigel Orde-Powlett, 8. baron Bolton

Następca 8. barona Bolton: Thomas Peter Algar Orde-Powlett